# Saint-Léger-les-Vignes
Saint-Léger-les-Vignes è un comune francese di 1 529 abitanti situato nel dipartimento della Loira Atlantica nella regione dei Paesi della Loira.

## Società

### Evoluzione demografica
Abitanti censiti